# مارلون برسفورد
مارلون برسفورد (انگلیسی: Marlon Beresford؛ زادهٔ ۲ سپتامبر ۱۹۶۹) بازیکن فوتبال اهل بریتانیا است.
از باشگاه‌هایی که در آن بازی کرده‌است می‌توان به باشگاه فوتبال شفیلد ونزدی، باشگاه فوتبال یورک سیتی، باشگاه فوتبال اولدهام اتلتیک، باشگاه فوتبال بارنزلی، باشگاه فوتبال کرو آلکساندرا، باشگاه فوتبال لوتون تاون، باشگاه فوتبال بری، باشگاه فوتبال ولورهمپتون واندررز، باشگاه فوتبال میدلزبرو، باشگاه فوتبال نورث‌همپتون تاون، باشگاه فوتبال برنلی، و باشگاه فوتبال برادفورد سیتی اشاره کرد.